# Blepharipoda doelloi
Blepharipoda doelloi is een tienpotigensoort uit de familie van de Blepharipodidae. De wetenschappelijke naam van de soort is voor het eerst geldig gepubliceerd in 1942 door Schmitt.